# Regole del gioco del calcio a 5
Le regole del gioco del calcio a 5 sono decise dalla International Football Association Board.
Il regolamento attuale è in vigore dalla stagione sportiva 2020-21.

## Elenco delle regole
Le regole principali del calcio a 5 sono 16, e sono le seguenti:
1. Il rettangolo di gioco
2. Il pallone
3. Il numero dei calciatori
4. L'equipaggiamento dei calciatori
5. L'arbitro e il secondo arbitro
6. Il cronometrista e il terzo arbitro
7. La durata della gara
8. L'inizio e la ripresa del gioco
9. Pallone in gioco e non in gioco
10. La segnatura di una rete
11. Falli e scorrettezze
12. Calci di punizione (e tiri liberi)
13. Il calcio di rigore
14. La rimessa dalla linea laterale
15. La rimessa dal fondo
16. Il calcio d'angolo

Non è una regola, ma una modalità di comportamento (spesso chiamata impropriamente "La 18ª regola"):
- Il fair play o buon senso (nel caso dell'arbitro)

### Normative aggiuntive
Il Regolamento, in aggiunta, dopo la Regola 17 contempla anche altre regole, prive di una numerazione. Esse sono:
- Procedure per determinare la squadra vincente di una gara o di una gara con andata e ritorno;
- L'Area Tecnica;
- L'assistente arbitrale di riserva;
- Segnali dell'arbitro e degli assistenti arbitrali;
- Interpretazioni delle Regole del Gioco del Calcio a Cinque e Linee Guida per Arbitri;
- Guida Pratica A.I.A.

## Dettaglio delle Regole

### Il rettangolo di gioco

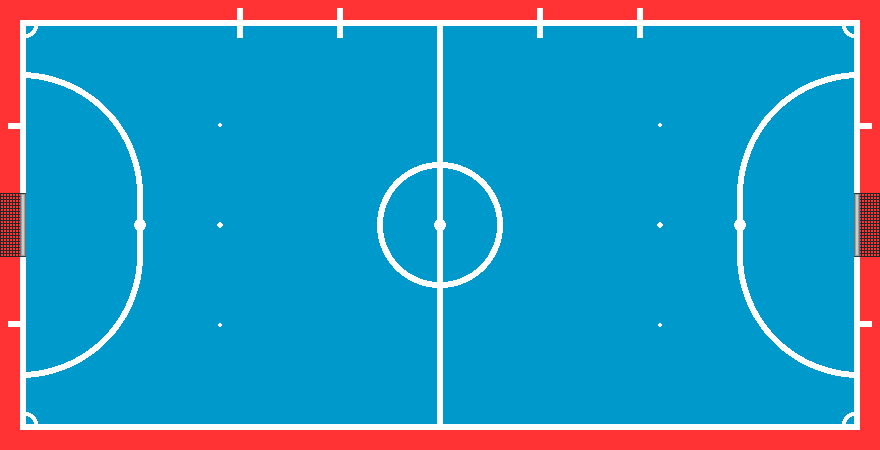
Un campo da calcio a 5

La regola 1 descrive il campo di gioco: esso è segnato con linee che fanno parte delle superfici che delimitano ed è di forma rettangolare, con i lati più lunghi chiamati "linee laterali" e quelli più corti, su cui si trovano le porte, "linee di porta". Le dimensioni delle linee laterali possono variare da 25 a 42 metri (da 38 a 42 metri per gare internazionali), mentre le misure delle linee di porta variano da 16 a 25 metri (da 20 a 22 metri per gare internazionali). La linea che congiunge i punti medi delle linee laterali, che divide il rettangolo di gioco in due metà campo, è detta linea mediana; con centro nel suo punto medio è tracciata una circonferenza di raggio 3 metri.
Al centro di ciascuno dei due lati più corti è posizionata una porta larga 3 metri (distanza interna fra i due pali) e alta 2 (distanza del bordo inferiore della traversa dal terreno). Attorno a ciascuna porta è tracciata un'area di rigore, mentre a 6 metri da ciascuna porta, equidistante dai pali ed all'interno di ciascuna area di rigore, è posizionato il punto del calcio di rigore. Equidistante dai pali e a 10 metri da ciascuna porta è tracciato sul rettangolo di gioco il punto del tiro libero. All'interno dell'area di rigore, a distanza di 5 metri dal punto del tiro libero, è tracciato un segmento aggiuntivo (segmento di linea) per garantire il rispetto della distanza del portiere in occasione di un tiro libero. Da ciascun vertice del rettangolo di gioco è tracciato inoltre, all'interno dello stesso, un quarto di circonferenza di raggio 25 centimetri che delimita l'area all'interno della quale deve essere posizionato il pallone durante l'esecuzione di un calcio d'angolo.
Davanti a ciascuna panchina, sulla linea laterale, infine, è segnata una zona delle sostituzioni, ovvero un segmento di 5 metri attraverso il quale devono necessariamente uscire i sostituiti ed entrare i subentranti affinché una sostituzione sia regolamentare.
Tutte le linee tracciate sul rettangolo di gioco devono avere uno spessore di 8 centimetri.

### Il pallone
Il pallone, secondo la Regola 2, deve:
- essere di forma sferica;
- essere di cuoio o altro materiale approvato;
- avere circonferenza compresa fra 62 centimetri e 64 centimetri;
- pesare non meno di 400 grammi e non più di 440 grammi all'inizio della gara;

Inoltre il suo primo rimbalzo, quando è lasciato cadere da un'altezza di due metri, non deve superare i 65 centimetri né essere inferiore a 50 centimetri. Il pallone non può essere sostituito durante la gara senza l'assenso degli arbitri.
Se il pallone esplodesse o divenisse irregolare durante la gara, il gioco sarà interrotto e ripreso successivamente con una rimessa da parte di uno degli arbitri dal punto in cui si è reso inutilizzabile. Se però ciò avviene mentre il pallone si sta muovendo in avanti prima di aver colpito i pali, la traversa o il portiere ed essere ricaduto sul rettangolo di gioco durante l'esecuzione di un tiro libero o di un calcio di rigore, la relativa ripresa di gioco dovrà essere ripetuta.

### Il numero dei calciatori
Una gara è giocata fra due squadre composte da un numero di calciatori non superiore a 5 e non inferiore a 3; una gara dovrà essere sospesa se per qualsiasi motivo una, o entrambe, delle due squadre si trova ad avere meno di 3 calciatori sul rettangolo di gioco. Sono ammesse inoltre fino ad un massimo di 7 calciatori di riserva, che possono sostituire i titolari sul rettangolo di gioco per qualsiasi ragione. La procedura per far avvenire ciò è denominata "sostituzione".
Le sostituzioni sono in numero illimitato e possono avvenire sia a pallone in gioco, sia a pallone non in gioco; è unicamente richiesto che:
- il calciatore sostituito deve abbandonare il rettangolo di gioco attraverso la propria zona delle sostituzioni;
- il subentrante deve entrare sul rettangolo di gioco attraverso la propria zona delle sostituzioni;
- il subentrante può entrare sul rettangolo di gioco solamente dopo che il sostituito ne sia completamente fuoriuscito.

I calciatori titolari espulsi possono essere sostituiti da quelli di riserva, ma solo dopo che siano trascorsi due minuti effettivi di gioco dall'espulsione; se però prima che trascorrano i due minuti la squadra il cui calciatore è stato espulso subisce una rete, allora potrà sostituire immediatamente il proprio calciatore con la riserva.

### L'equipaggiamento dei calciatori
I calciatori devono indossare il seguente equipaggiamento di base:
- maglia con maniche;
- pantaloncini;
- calzettoni;
- parastinchi;
- scarpe.

Qualunque altro oggetto non è consentito, a meno che non sia stato autorizzato dall'arbitro. È inoltre assolutamente vietato indossare monili o gioielli, in quanto pericolosi.
I colori delle maglie delle due squadre devono essere differenti e distinguibili tra loro; devono inoltre essere diversi da quelli degli ufficiali di gara. Ciascun portiere deve portare una maglia di colore diverso rispetto a quella indossata dai compagni di squadra, dagli avversari e dagli ufficiali di gara.

### L'arbitro e il secondo arbitro
Per ogni gara sono designati due arbitri, un primo arbitro ed un secondo arbitro. A loro sono assegnati tutti i poteri per far sì che la gara sia gestita secondo le Regole del Gioco, e nella fattispecie hanno il dovere di:
- far osservare il Regolamento;
- sanzionare disciplinarmente i calciatori e tecnicamente le squadre;
- interrompere o sospendere temporaneamente o definitivamente una gara;
- controllare l'equipaggiamento dei calciatori;
- punire l'infrazione più grave quando un calciatore commette simultaneamente più infrazioni;
- far in modo che nessuna persona non autorizzata entri sul terreno di gioco;
- inviare un rapporto sulla gara alle autorità competenti.

Gli arbitri hanno gli stessi poteri e dirigono la gara coadiuvandosi a vicenda.

### Il cronometrista e il terzo arbitro
Possono essere designati anche un terzo arbitro ed un cronometrista, detti assistenti arbitrali. Collaborano con gli arbitri nella gestione della gara segnalando fatti che sono sfuggiti al controllo degli arbitri e controllando le panchine e i calciatori. Il cronometrista deve far rispettare la Regola 7 azionando correttamente il cronometro non appena il pallone è in gioco e fermandolo ogni volta che il pallone cessa di essere in gioco.
Il terzo arbitro può sostituire il secondo arbitro nel caso in cui quest'ultimo debba prendere il ruolo di primo arbitro in caso di infortunio o assenza; il cronometrista può, parimenti, sostituire il terzo arbitro.

### La durata della gara
Sono previsti due periodi di gioco di 20 minuti ciascuno di gioco effettivo; le due squadre hanno la possibilità di richiedere un minuto di time out per ogni tempo di gara. Il cronometrista tiene il conto del tempo trascorso e ferma il cronometro ogni volta che il pallone cessa di essere in gioco, facendolo poi ripartire al momento in cui il pallone entra correttamente in gioco sulla successiva ripresa.

### L'inizio e la ripresa del gioco
La Regola 8 prevede come il gioco debba iniziare e come debba essere ripreso dopo un'interruzione. In particolare, cita il calcio d'inizio e la rimessa da parte di uno degli arbitri.
Il calcio d'inizio è eseguito quando la gara comincia, quando comincia ciascuno dei due tempi, regolamentari o supplementari, e dopo che sia stata segnata una rete. All'inizio della gara l'arbitro lancia una monetina: chi vince il sorteggio sceglie contro quale porta attaccare oppure se battere il calcio di inizio. All'inizio del secondo periodo di gioco il calcio d'inizio sarà battuto dalla squadra che non lo ha battuto durante il primo tempo di gioco, mentre entrambe le formazioni scambieranno la propria metà del rettangolo di gioco ed attaccheranno in direzione della porta opposta. Il pallone è in gioco quando è calciato e si muove chiaramente. Una rete può essere segnata direttamente su calcio d'inizio solo nella porta avversaria; in caso di autogol, è assegnato un calcio d'angolo a favore della squadra avversaria.
Una rimessa da parte di uno degli arbitri è utilizzata quando il gioco deve essere interrotto per cause non previste alle Regole del Gioco e che non siano imputabili a nessuna delle due squadre, e va eseguita nel punto in cui si trovava il pallone al momento dell'interruzione. Viene usata anche quando un fallo è commesso all'esterno del rettangolo di gioco o quando due calciatori avversari commettono un'infrazione nello stesso momento.

### Pallone in gioco e non in gioco

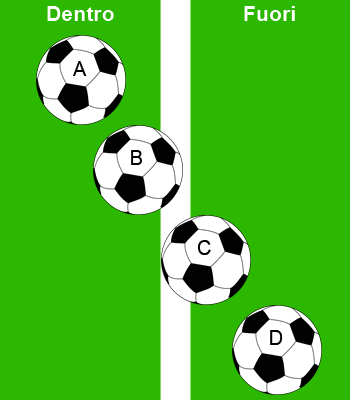
I palloni A, B e C sono in gioco. Non lo è invece il pallone D, essendo esso completamente oltre la linea di delimitazione del campo.

La Regola 9 stabilisce quando il pallone sia in gioco e quando non in gioco. Il pallone non è in gioco soltanto quando supera interamente una delle linee perimetrali, o quando tocca la copertura soprastante il rettangolo di gioco, o quando il gioco è stato interrotto dall'arbitro. È invece in gioco in tutti gli altri casi, compreso quando rimbalza sul rettangolo di gioco dopo aver colpito un palo, una traversa o gli arbitri, quando questi si trovino sul rettangolo di gioco.

### La segnatura di una rete
La Regola 10 disciplina la segnatura di una rete.
Una rete viene segnata quando il pallone oltrepassa interamente, sia a terra, sia in aria, la linea di porta compresa fra i pali e sotto la traversa, a patto che la squadra che abbia segnato non abbia commesso infrazioni alle Regole durante l'azione. Un portiere non può segnare lanciando intenzionalmente il pallone con le mani dalla propria area di rigore direttamente nella porta avversaria; se ciò avviene, la rete è annullata, e il gioco riprende con una rimessa dal fondo per la squadra avversaria. Può però segnare, nello stesso modo, un'autorete valida.
La squadra vincente risulterà essere quella che avrà segnato più reti.

### Falli e scorrettezze
Un fallo viene commesso quando un calciatore titolare (o una riserva che ha eseguito correttamente la procedura della sostituzione) compie una delle infrazioni elencate nella Regola 12 del Regolamento del Gioco del Calcio a 5, sul rettangolo di gioco e mentre il pallone è in gioco. Una scorrettezza è invece qualsiasi gesto passibile di ammonizione o di espulsione.

### Calci di punizione

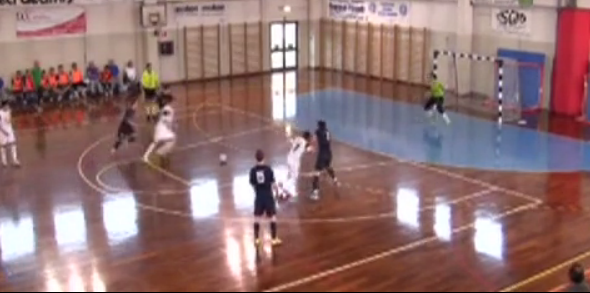
L'esecuzione di un tiro libero

Il calcio di punizione è un modo di riprendere il gioco. Viene assegnato contro la squadra che commette uno dei falli, delle scorrettezze o delle infrazioni indicati precedentemente alla Regola 12 o in altri paragrafi del Regolamento. Può essere di due tipi: diretto e indiretto.
I falli per i quali è previsto un calcio di punizione diretto si definiscono falli cumulativi; da quando una squadra commette il sesto fallo cumulativo in poi durante ciascun periodo di gioco, non sarà assegnato un calcio di punizione ma un tiro libero.
Il pallone è in gioco quando è calciato e si è mosso, eccetto per il tiro libero, in cui il pallone è in gioco se è calciato e si è mosso in avanti. Inoltre, se un calcio di punizione (diretto o indiretto) è eseguito dall'interno della propria area di rigore, il pallone è in gioco se è calciato direttamente all'esterno dell'area di rigore verso il rettangolo di gioco. Una rete può essere segnata direttamente su calcio di punizione diretto o su tiro libero, ma unicamente contro la squadra avversaria; se ciò avviene nella propria porta dopo che il pallone è stato correttamente messo in gioco, un calcio d'angolo sarà accordato alla squadra avversaria. Su calcio di punizione indiretto non può essere segnata direttamente una rete contro alcuna formazione: se è segnata direttamente una rete si concede una rimessa dal fondo alla squadra avversaria, se un'autorete un calcio d'angolo. 

### Il calcio di rigore
Il calcio di rigore è un modo di riprendere il gioco. Viene assegnato contro la squadra che commette un fallo passibile di calcio di punizione diretto all'interno della propria area di rigore.
Il pallone è in gioco quando è calciato e si è mosso in avanti. Una rete può essere segnata direttamente su calcio di rigore ma unicamente contro la squadra avversaria; se ciò avviene nella propria porta dopo che il pallone è stato correttamente messo in gioco, un calcio d'angolo sarà accordato alla squadra avversaria.

### La rimessa dalla linea laterale
La rimessa dalla linea laterale è un modo di riprendere il gioco. Viene assegnata alla squadra avversaria del calciatore che per ultimo ha toccato il pallone quando questo oltrepassa interamente una delle linee laterali.
Vengono eseguite con i piedi posizionando il pallone sulla linea laterale, nel punto in cui il pallone è uscito dal rettangolo di gioco o sul punto più vicino a quello in cui il pallone ha eventualmente toccato il soffitto.
Il pallone è in gioco quando entra sul rettangolo di gioco. Una rete non può essere segnata direttamente su rimessa dalla linea laterale contro alcuna formazione: se è segnata direttamente una rete si concede una rimessa dal fondo alla squadra avversaria, se un'autorete un calcio d'angolo.

### La rimessa dal fondo
La rimessa dal fondo è un modo di riprendere il gioco. Viene assegnata alla squadra difendente quando il pallone, toccato per ultimo da un giocatore della squadra attaccante, oltrepassa interamente la linea di porta, senza che una rete sia stata segnata in conformità a quanto stabilito dalla Regola 10.
Il pallone è in gioco quando è lanciato direttamente all'esterno dell'area di rigore verso il rettangolo di gioco. Una rete non può essere segnata direttamente su rimessa dal fondo contro alcuna formazione: se è segnata direttamente una rete si concede una rimessa dal fondo alla squadra avversaria, se un'autorete un calcio d'angolo.

### Il calcio d'angolo
Il calcio d'angolo è un modo di riprendere il gioco. Viene assegnato alla squadra attaccante quando il pallone, toccato per ultimo da un giocatore della squadra difendente, oltrepassa interamente la linea di porta, senza che una rete sia stata segnata in conformità a quanto stabilito dalla Regola 10.
Il pallone è in gioco quando è calciato e si muove; non necessariamente deve uscire dall'area d'angolo. Una rete può essere segnata direttamente su calcio d'angolo ma unicamente contro la squadra avversaria; se ciò avviene nella propria porta dopo che il pallone è stato correttamente messo in gioco, un calcio d'angolo sarà accordato alla squadra avversaria.

### Normative conclusive
Il Regolamento termina con tre normative prive di numerazione.
La prima riguarda le procedure per determinare la squadra vincente di una gara, ovvero le uniche procedure approvate dall'IFAB per determinare la squadra vincente in una sfida terminata in pareggio. Gli unici metodi contemplati sono la regola dei gol in trasferta, i tempi supplementari e i tiri di rigore.
La seconda normativa tratta dell'area tecnica, ovvero di quella zona del recinto di gioco nella quale trova posto lo staff tecnico delle squadre (calciatori di riserva, dirigenti ecc).
Infine, l'ultima normativa riguarda i segnali dell'arbitro e degli assistenti arbitrali di gara.